# 韓幹

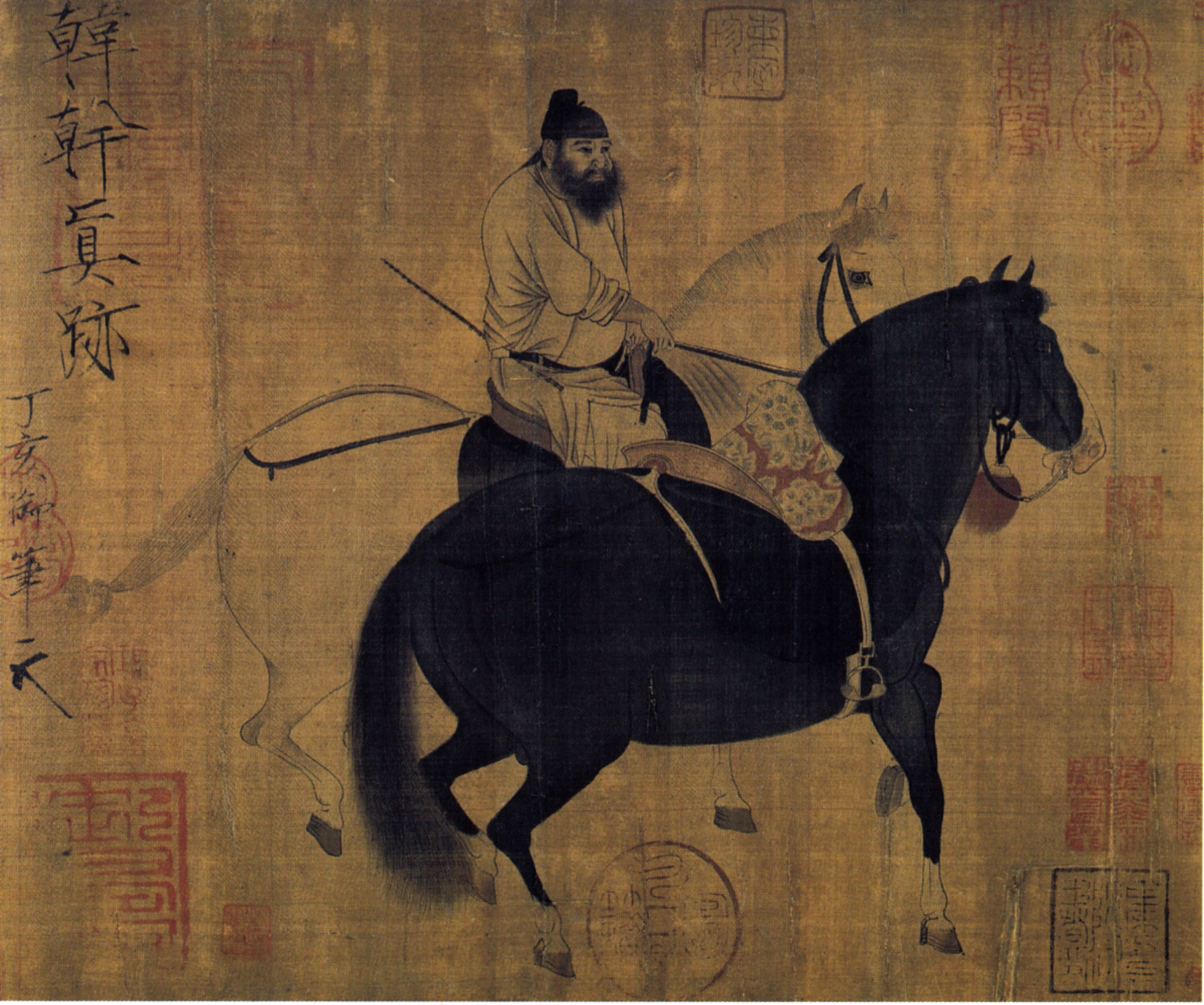
牧馬圖

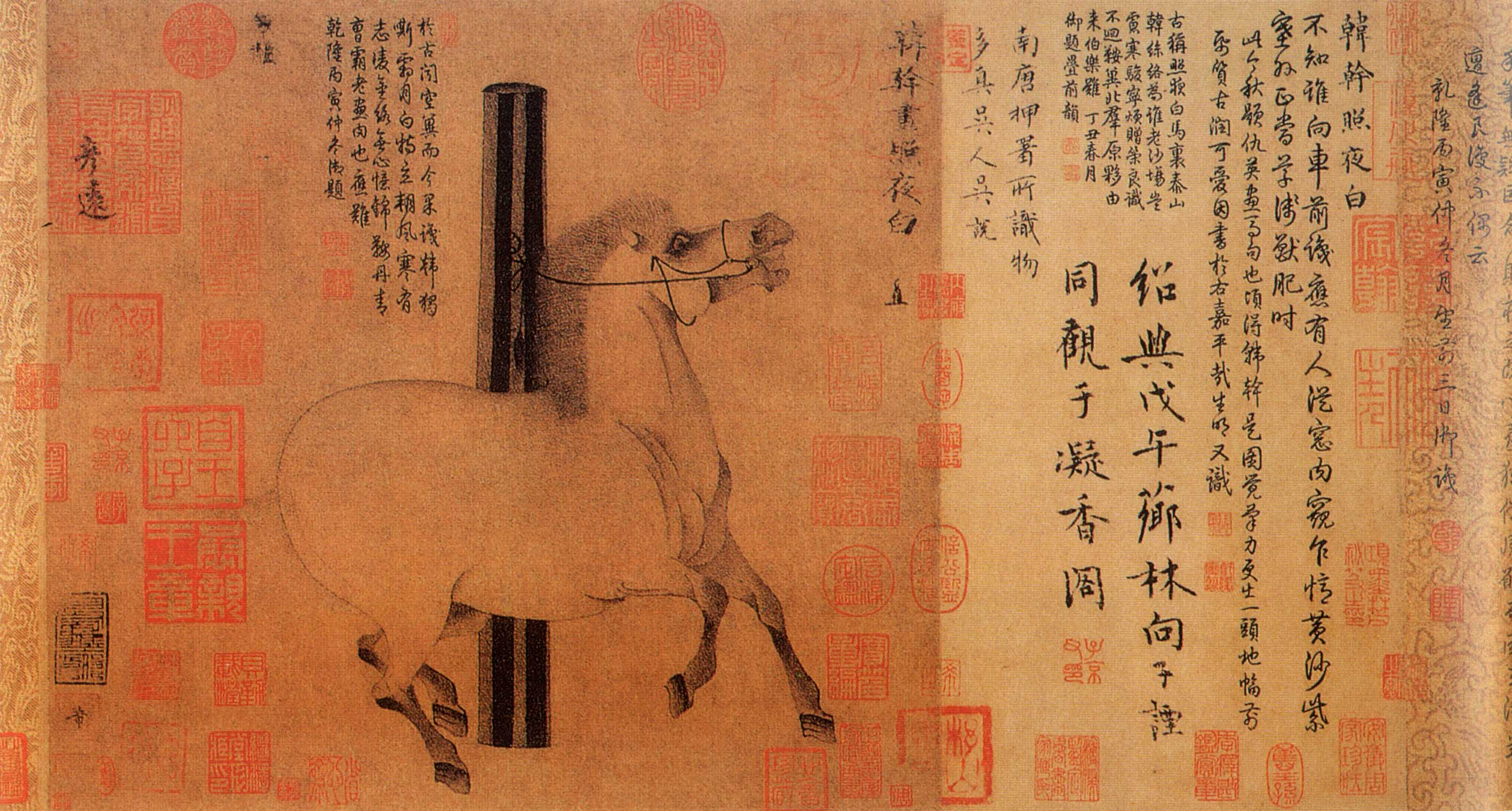
照夜白圖

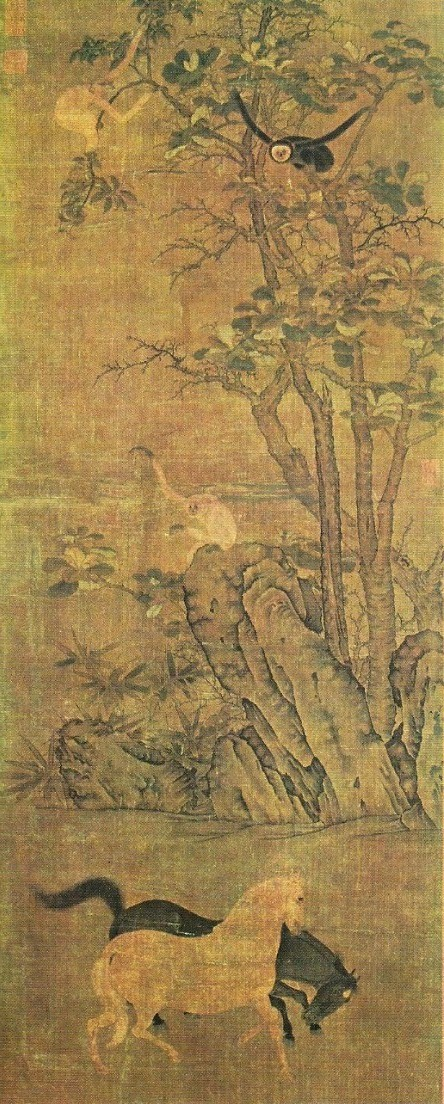
猿馬圖

韓幹（約706年—783年），长安（今陕西西安）人，一说蓝田（今陕西蓝田）人，又说大梁（今河南开封）人，唐代画家，以画马著称。
韩幹少年时只是一名酒店的雇工，后来被诗人王维赏识，资助他学画，学成后被召为宫廷画师，初師曹霸，後自獨善。官至太府寺丞。画艺较全面，善画人物画像，尤善画马，重视写生，皇帝命他拜当时画马名家陳閎为师，他不听命，说：“臣自有师，陛下内厩之马，皆臣师也。”由于他重视写生，所以画马超过古人，后代画马名家如李公麟、赵孟頫都曾向他学习，他还画过许多肖像画和佛教宗教画，但传世不多。
牧馬圖，絹本。縱27.5公分，橫34.1公分。國立故宮博物院藏。
淺設色畫，黑白雙馬，胡人騎一而控二。幅上宋徽宗題「韓幹真跡  丁亥御筆」八字。人物與馬俱極生動，徽宗瘦金體書題字亦挺勁，並有南唐御府藏印，為韓幹真跡無疑。
另有玉花駿、照夜白等駿馬圖。

## 著名作品
- 《牧馬圖》，藏於台灣台北國立故宮博物院
- 《猿馬圖》，藏於台灣台北國立故宮博物院
- 《洗馬圖》，藏於台灣台北國立故宮博物院
- 《照夜白圖》，藏於美國大都會藝術博物館

## 外部參考
1. ↑  《宣和画谱》
2. ↑  《酉陽雜俎》及《佩文齋書畫譜》
3. ↑  《新唐書．藝文志》及《历代名画记》
4. ↑  畫馬獨步古今的名家 - 韓幹 的存檔，存档日期2009-06-16.
5. ↑  張彥遠. .  臺北國家圖書館藏明嘉靖本.